# Little River Township (Missouri)
Pour les articles homonymes, voir Little River.
Little River Township est un ancien township, situé dans le comté de Pemiscot, dans le Missouri, aux États-Unis,.
Le township est baptisé en référence à un cours d'eau du même nom.

### Source de la traduction
- (en) Cet article est partiellement ou en totalité issu de l’article de Wikipédia en anglais intitulé « Little River Township, Pemiscot County, Missouri » (voir la liste des auteurs).